# Moulin Murat
Le moulin Murat est un moulin à vent agricole de l'habitation Murat, situé à Grand-Bourg, sur l'île de Marie-Galante, dans le département de la Guadeloupe aux Antilles françaises. Il est classé aux monuments historiques depuis 1991.

## Historique

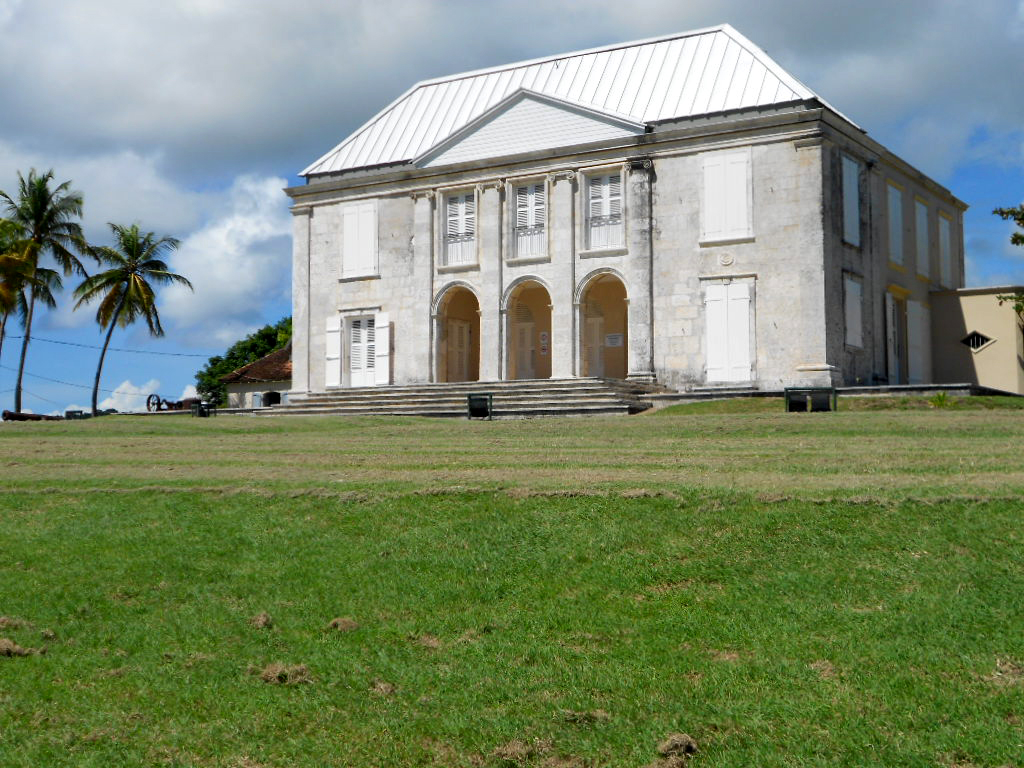
La maison du maître de l'habitation Murat.

Le moulin à vent est construit en 1814 pour l'exploitation mécanique du broyage de la canne à sucre de l'habitation Murat, une exploitation sucrière fondée en 1657 par Antoine Luce, notaire champenois, et rachetée en 1807 par Dominique Murat qui la développe sous le nom de « Bellevue La Plaine » après son mariage avec une créole marie-galantaise.
Le moulin est inscrit aux monuments historiques en 1990 et classé le 23 août 1991.